# 4757 Liselotte
4757 Liselotte eller 1973 ST är en asteroid i huvudbältet som upptäcktes den 19 september 1973 av den nederländsk-amerikanske astronomen Tom Gehrels och det nederländska astronomparet Ingrid van Houten-Groeneveld och Cornelis Johannes van Houten vid Palomarobservatoriet. Den är uppkallad efter Elisabeth Charlotte av Pfalz.
Den tillhör asteroidgruppen Hilda.